# Gangkiz
Gangkiz (hangul: 갱키즈; muitas vezes estilizado como GANGKIZ) é um grupo feminino sul-coreano formado pela MBK Entertainment em 2012. Atualmente inativo, sua formação original consistia em sete integrantes, sendo elas: Jihyun, Sooeun, Somin, Eunbyul, Haein, Hyeji e Esther. O grupo estreou em maio de 2012, com o lançamento de seu primeiro single, We Became Gang. Em abril de 2013, revelou-se que todas as integrantes, com exceção de Esther e Hyeji, deixaram o grupo para seguir caminhos separados. Nenhum anúncio oficial sobre o fim do grupo foi feito.

## História

### 2012:We Became Gang,MAMAe saída de integrantes
O Gangkiz foi originalmente formado pela MBK Entertainment, mas depois se mudou para uma empresa subsidiária, GM Contents Media, antes de sua estreia. O grupo estreou oficialmente em 15 de maio de 2012 com o lançamento de seu single de estreia We Became Gang. Elas realizaram sua primeira apresentação ao vivo em 18 de maio no programa musical Music Bank. Gangkiz lançou um videoclipe de sete partes para seu single de estreia Honey Honey, que é descrita como uma versão atualizada dos singles Roly Poly e Lovey Dovey, grandes sucessos do grupo T-ara com um conceito mais maduro. O grupo lançou um extended play intitulado MAMA em 26 de junho de 2012. O videoclipe para MAMA foi lançado em 22 de junho de 2012. O grupo foi transferido da GM Contents Media para a MBK Entertainment em outubro de 2012.
Com nenhum lançamento para o restante de 2012, Gangkiz estava programado para fazer um retorno no início de 2013. No entanto, depois de abrir o fancafé oficial da MBK Entertainment, foi revelado que a maioria das integrantes haviam deixado o grupos, com exceção de Esther e Hyeji. A integrante Haein posteriormente confirmou sua saída. Em 2014, a conta oficial de Hyeji no Twitter foi excluída e a conta de Esther permaneceu inativa. A conta oficial do grupo no fancafé foi excluída. Embora a MBK Entertainment nunca tenha feito uma declaração, acredita-se que o grupo tenha-se separado.

## Integrantes

### Atuais
- Esther (hangul: 에스더), nascida Jeon Gayoung (hangul: 전가영) em 30 de maio de 1988 (36 anos) em Osan, Gyeonggi, Coreia do Sul.
- Hyeji (hangul: 혜지), nascida Kim Hyeji (hangul: 김혜지) em 29 de maio de 1989 (35 anos) em Seul, Coreia do Sul.

### Passadas
- Jihyun (hangul: 지현), nascida Hwang Jihyun (hangul: 황지현) em 1 de maio de 1983 (41 anos) em Incheon, Coreia do Sul.
- Sooeun (hangul: 수은), nascida Choi Moojoon (hangul: 김문주) em 4 de agosto de 1983 (41 anos) em Seul, Coreia do Sul.
- Haein (hangul: 해인), nascida Lee Jiyoung (hangul: 이지영) em 16 de abril de 1986 (38 anos) em Masan, Gyeongsang do Sul, Coreia do Sul.
- Somin (hangul: 곽소민), nascida Kwak Somin (hangul: 곽소민) em 19 de setembro de 1987 (37 anos) em Seul, Coreia do Sul.
- Eunbyul (hangul: 은별), nascida Cho Eunbyul (hangul: 조은별) em 3 de novembro de 1988 (36 anos) em Seul, Coreia do Sul.

## Discografia

### Extended plays
| Ano  | Detalhes do álbum                                                                          | Lista de faixas | Melhores posições |
| ---- | ------------------------------------------------------------------------------------------ | --- | ----------------- |
| 2012 | We Became Gang - Lançado em: 16 de maio de 2012 - Gravadora: GM Contents Media, Mnet Media | Lista de faixas 1. HONEY HONEY 2. 오늘밤 (Tonight) 3. 슈퍼러브 (SUPER LOVE) 4. 쉿 (Shh) 5. 난 이별을 모를래요 (I Would Never Think of Goodbye) | 15                |

### EPs repaginados
| Ano  | Detalhes do álbum                                                                 | Lista de faixas | Melhores posições |
| ---- | --------------------------------------------------------------------------------- | --- | ----------------- |
| 2012 | MAMA - Lançado em: 25 de junho de 2012 - Gravadora: GM Contents Media, Mnet Media | Lista de faixas 1. MAMA 2. HONEY HONEY 3. 오늘밤 (Tonight) 4. 슈퍼러브 (SUPER LOVE) 5. 쉿 (Shh) 6. 난 이별을 모를래요 (I Would Never Think of Goodbye) | 22                |

### Singles promocionais
| 2012                                                                                         |     |   |                |
| "HONEY HONEY"                                                                                | 167 | — | We Became Gang |
| "MAMA"                                                                                       | 106 | — | MAMA           |
| "—" indica lançamentos que não figuraram nas paradas ou que não foram lançados nessa região. |     |   |                |